# Прыжки в воду на чемпионате мира по водным видам спорта 2023
Соревнования по прыжкам в воду на чемпионате мира 2023 года в японской Фукуоке прошли с 14 по 22 июля. На соревнованиях разыграно 13 комплектов наград, включая 3 комплекта наград в смешанных соревнованиях. Сборная Китая завоевала 12 золотых медалей и только одно золото досталось представителям Австралии. 

## Медалисты

### Мужчины
| Дисциплина                     | Золото                                    | Серебро                                            | Бронза                                            |
| Трамплин 1 м                   | Пэн Цзяньфэн — 440,45 Китай               | Осмар Ольвера — 428,85 Мексика                     | Чжэн Цзююань — 418,30 Китай                       |
| Трамплин 3 м                   | Ван Цзунъюань — 538,10 Китай              | Осмар Ольвера — 507,50 Мексика                     | Лун Даои — 499,75 Китай                           |
| Вышка 10 м                     | Кэссиел Руссо — 520,85 Австралия          | Лянь Цзюньцзе — 512,35 Китай                       | Ян Хао — 504,00 Китай                             |
| Трамплин 3 м                   | Китай — 456,33 · Лун Даои · Ван Цзунъюань | Великобритания — 424,62 · Энтони Хардинг · Джек Ло | Франция — 389,10 · Жюль Буйе · Алексис Жандар     |
| Вышка 10 м — синхронные прыжки | Китай — 477,75 · Ян Хао · Лянь Цзюньцзе   | Украина — 439,32 · Кирилл Болюх · Алексей Середа   | Мексика — 434,16 · Кевин Берлин · Рандаль Вильярс |

### Женщины
| Дисциплина                       | Золото                                     | Серебро                                                            | Бронза                                             |
| Трамплин 1 м                     | Линь Шань — 318,60 Китай                   | Ли Яцзе — 306,35 Китай                                             | Аранса Васкес — 285,05 Мексика                     |
| Трамплин 3 м                     | Чэнь Ивэнь — 359,50 Китай                  | Чан Яни — 341,50 Китай                                             | Памела Уор — 332,00 Канада                         |
| Вышка 10 м                       | Чэнь Юйси — 457,85 Китай                   | Цюань Хунчань — 445,60 Китай                                       | Кэли Маккей — 340,25 Канада                        |
| Трамплин 3 м — синхронные прыжки | Китай — 341,94 · Чан Яни · Чэнь Ивэнь      | Великобритания — 296,58 · Ясмин Харпер · Скарлетт Мью Дженсен      | Италия — 285,99 · Елена Бертокки · Кьяра Пеллакани |
| Вышка 10 м — синхронные прыжки   | Китай — 369,84 · Чэнь Юйси · Цюань Хунчань | Великобритания — 311,76 · Андреа Спендолини-Сириэкс · Луис Тоулсон | США — 294,42 · Джессика Парратто · Дилейни Шнелл   |

### Смешанные командные дисциплины
| Дисциплина                | Золото                                                             | Серебро                                                                             | Бронза                                                                             |
| Трамплин 3 м              | Китай — 326,10 · Чжу Цзыфэн · Линь Шань                            | Австралия — 307,38 · Домоник Бедгуд · Мэддисон Кини                                 | Италия — 294,12 · Маттео Санторо · Кьяра Пеллакани                                 |
| Вышка 10 м                | Китай — 339,54 · Ван Фэйлун · Чжан Цзяци                           | Мексика — 313,44 · Диего Бальеса · Вивиана дель Анхель                              | Япония — 305,34 · Хироки Ито · Минами Итахаси                                      |
| Трамплин 3 м и вышка 10 м | Китай — 489,65 · Бай Юймин · Чжэн Цзююань · Сы Яцзе · Чжан Миньцзе | Мексика — 455,35 · Габриэла Агундес · Хаир Окампо · Рандаль Вильярс · Аранса Васкес | Германия — 432,15 · Кристина Вассен · Мориц Веземан · Лена Хентшель · Тимо Бартель |

## Медальный зачёт
*   Принимающая страна (Япония)
| Место           | Страна          | Золото | Серебро | Бронза | Всего |
| --------------- | --------------- | ------ | ------- | ------ | ----- |
| 1               | Китай           | 12     | 4       | 3      | 19    |
| 2               | Австралия       | 1      | 1       | 0      | 2     |
| 3               | Мексика         | 0      | 4       | 2      | 6     |
| 4               | Великобритания  | 0      | 3       | 0      | 3     |
| 5               | Украина         | 0      | 1       | 0      | 1     |
| 6               | Италия          | 0      | 0       | 2      | 2     |
| 6               | Канада          | 0      | 0       | 2      | 2     |
| 8               | Германия        | 0      | 0       | 1      | 1     |
| 8               | США             | 0      | 0       | 1      | 1     |
| 8               | Франция         | 0      | 0       | 1      | 1     |
| 8               | Япония          | 0      | 0       | 1      | 1     |
| Всего стран: 11 | Всего стран: 11 | 13     | 13      | 13     | 39    |

## Правила соревнований
Индивидуальные соревнования (кроме состязаний на метровом трамплине) проводятся в 3 этапа: предварительный раунд, полуфинал и финал. В полуфинал проходят спортсмены, занявшие 1-18 места, а 12 лучших прыгунов в воду участвуют в финальном раунде. Во всех видах соревнований женщины совершают 5 прыжков, а мужчины — 6. Победитель определяется по наибольшей сумме баллов, набранных за прыжки.
Соревнования в синхронных прыжках прыжках проходят в 2 этапа: предварительный раунд и финал. В финал проходят 12 лучших команд. Соревнования состоят из двух раундов: обязательные прыжки (2 прыжка с коэффициентом трудности 2,0) и произвольная программа (4 прыжка с выбранным коэффициентом трудности). Победитель определяется по наибольшей сумме баллов, набранных за прыжки.
Командное первенство состоит из шести раундов. В команде от страны-участницы 2 прыгуна в воду: мужчина и женщина. Каждый из них прыгает в воду три раза (всего 6 прыжков, которые идут в зачёт). Обязательная программа состоит из первых двух раундов финальных соревнований: каждый спортсмен должен совершить один прыжок с трамплина или с вышки (коэффициент трудности прыжка — 2,0). С третьего раунда спортсмены прыгают с того снаряда, на котором они специализируются. Победитель определяется по наибольшей сумме баллов, набранных за прыжки.